# Shamil Abbyasov
Shamil Abbyasov (16 aprile 1957) è un ex triplista e lunghista kirghiso, fino al 1991 sovietico.
È stato campione europeo indoor nel salto triplo agli Europei indoor di Grenoble 1981. Nella stessa edizione vinse anche il bronzo nel salto in lungo. Ha sposato la lunghista Tat'jana Kolpakova, vincitrice della medaglia d'oro olimpica ai Giochi olimpici di Mosca 1980.

## Palmarès
| Anno | Manifestazione | Sede     | Evento         | Risultato | Prestazione | Note            |
| ---- | -------------- | -------- | -------------- | --------- | ----------- | --------------- |
| 1981 | Europei indoor | Grenoble | Salto in lungo | Bronzo    | 7,95 m      |                 |
| 1981 | Europei indoor | Grenoble | Salto triplo   | Oro       | 17,30 m     | Record mondiale |

## Altre competizioni internazionali
1981
- Bronzo in Coppa del mondo ( Roma), salto in lungo - 7,95 m